# London Championships 1966
Die London Championships 1966 im Badminton fanden Mitte Dezember 1966 in London statt.

## Finalresultate
| Disziplin    | Sieger                      | Finalist                    | Ergebnis          |
| ------------ | --------------------------- | --------------------------- | ----------------- |
| Herreneinzel | Svend Pri                   | Erland Kops                 | 15-0, 15-7        |
| Dameneinzel  | Imre Rietveld               | Irmgard Latz                | 11-4, 11-2        |
| Herrendoppel | Svend Pri Erland Kops       | D. O. Fulton Roger Mills    | 9-15, 15-7, 15-12 |
| Damendoppel  | Judy Hashman Janet Brennan  | Iris Rogers Angela Bairstow | 15-6, 15-8        |
| Mixed        | Tony Jordan Angela Bairstow | Svend Pri Iris Rogers       | 15-4, 10-15, 15-5 |